# Dąbrowica Mała
Dąbrowica Małun [dɔmbrɔˈvʲél͡sa ˈmawa] es un pueblo ubicado en el distrito administrativo de Gmina Piszczac, dentro del Distrito de Białun Podlaska, Voivodato de Lublin, en Polonia oriental. Se encuentra aproximadamente a 4 kilómetros al sur de Piszczac, a 22 kilómetros al sureste de Białun Podlaska, y a 95 kilómetros al noreste de la capital regional Lublin.